# Вахнюк Олександр Миколайович
Олекса́ндр Микола́йович Вахню́к (нар. 11 травня 1981 — пом. 1 жовтня 2014) — старшина 11-го батальйону територіальної оборони «Київська Русь» Збройних сил України, учасник російсько-української війни.

## Життєвий шлях
Народився 1981 року у місті Андрушівка де і пішов у школу. У 18 років призвався на строкову службу в армію, а згодом пішов на контрактову службу, яку закінчив командиром взводу снайперів. У 2005 році пішов робити на Райагропроменерго м. Андрушівка слюсарем і проробив там майже рік. У 2006 році, проживаючи у м. Київ був прийнятий на посаду охоронця у ТОВ «МС Ойл Кард» і одночасно вступив до Європейського університету на факультет — Інформаційні системи та технології. Навчаючись за спеціальністю інженер-програміст в 2007 році звільнився з посади охоронця і почав працювати за фахом у ПП «Стратегія Груп» системним адміністратором. З 2009 року змінив роботу та почав освоювати нове направлення — програмування верстатів з ЧПУ для обробки натурального каменю у ТОВ «RENESSANS MRAMOR», де працював до 2014 року.
Майбутнє подружжя познайомилось один з одним в гостях у спільних знайомих. «Ввечері, я зайшла до своїх друзів, де вперше і побачила Олександра. Спершу, я навіть не звернула на нього увагу. Навіть думати не могла, що ми з ним житимемо далі. Однак, Олександру я одразу дуже сподобалась, і, як в подальшому він зізнався, саме тоді він і вирішив, що ми будемо разом», — згадує жінка. З того часу, Олександр та Юлія почали бачитись частіше.
Разом із своїм батьком, Олександр Вахнюк працював у Києві будівельником. Вони винаймали квартиру, але через певний час, батько вирішив поїхати додому (в Андрушівський район, що на Житомирщині), тож Олександр постав перед питанням, де жити далі. «Я не пам'ятаю, хто з нас це запропонував, але так вийшло, що Саша став жити у мене. Оскільки крім середньої освіти та служби в армії у нього нічого не було, він влаштувався працювати охоронцем. Я працювала в банківській системі».
«Після народження Ксенії, Саша влаштувався одразу на декілька робіт, аби всім забезпечити нашу родину. Він дуже втомлювався, але завжди намагався порадувати мене сюрпризами і проводити, по-можливості, більше часу з нами. Ми часто їздили на природу, на шашлики. Одне з наших улюблених місць — парк Феофанія», — розповідає дружина загиблого.
Так і тривало життя родини Вахнюків. Але війна внесла у нього свої корективи. Щовечора, Олександр телефонував Юлії аби дізнатися, як вона почувається. Розповідав про те, що бачив російський спецназ. А одного разу телефонував прощатися, тому що його з'єднання оточили і всі думали, що вже не виживуть. «Після проходження обстеження стану вагітності, на якому все було відмінно, я зателефонувала йому розповісти про це, але Сашко не підняв слухавку, лише написав смс, що подзвонить ввечері. Але ввечері дзвінка не було. Це був кінець», — каже дружина загиблого.
Олександр Вахнюк вважався зниклим безвісти, але завдяки ДНК експертизі, його упізнали серед тіл загиблих, які були доставлені у Запоріжжя. 
Після загибелі Олександра Вахнюка, Юлія успішно народила дитину, ще одну донечку — Варвару, яку, на жаль, її тато так і не побачив.
Проживав з родиною у місті Київ з 2006 року.
В часі війни — старшина, боєць розвідгрупи, 11-й батальйон територіальної оборони «Київська Русь».
Під час розвідки 1 жовтня 2014-го загинув в районі між містом Дебальцеве і смт Фащівка (Перевальський район) у бою з російськими збройними формуваннями. Було знято інтерв'ю, яке не було опубліковано, але на прохання дружини його не знищено. Відео надали дружині для сімейного архіву. Тоді ж поліг смертю хоробрих Ільгар Багіров.
3 квітня 2015 року похований в Андрушівці.
Без Олександра лишились дружина й троє дітей — син Дмитро (1998 р.н.) від попереднього офіційного шлюбу матері та доньки від Олександра: Вахнюк Ксенія (2008 р.н.) та Вахнюк Варвара (2015 р.н.), яка народилась після загибелі батька та визнана його дочкою за рішенням Святошинського районного суду міста Києва.
У зв'язку з тим, що Олександр Вахнюк та Юлія Власюк не перебували в офіційному шлюбі, цей факт був визнаний у суді, Рішення № 759/8302/15-ц, але державні установи української влади з 2014 по теперішній час це рішення не визнали чинним і не надали статус члена сім'ї загиблого ветерана війни.
24 серпня 2017 року ім'я Олександра було увіковічене на Меморіалі загиблим святошинцям м. Києва в Сквері пам'яті Святошинського району.
14 березня 2018 року нагороджений відзнакою «Герой Киянин».
29 серпня 2020 року встановили пам'ятну дошку на фасаді будинку де проживав Олександр Вахнюк разом з родиною.
28 листопада 2023 року Розпорядженням Київського міського голови № 1166 нагороджено медаллю "Честь. Слава. Держава"  

## Нагороди та вшанування
- Указом Президента України № 37/2016 від 4 лютого 2016 року, «за особисту мужність, самовідданість і високий професіоналізм, виявлені у захисті державного суверенітету та територіальної цілісності України, вірність військовій присязі», нагороджений орденом «За мужність» III ступеня (посмертно)[11].
- Нагороджений пам'ятним нагрудним знаком м. Києва «Герой Киянин» (посмертно)[2].
- Ім'я Олександра увіковічене на Меморіалі загиблим святошинцям м. Києва в Сквері пам'яті Святошинського району[2][7][8].
- Встановлено пам'ятну дошку на фасаді будинку де проживав Олександр Вахнюк разом з родиною[9].
- Нагороджений медаллю "Честь. Слава. Держава" (посмертно)
- Його портрет розміщений на меморіалі «Стіна пам'яті полеглих за Україну» у Києві: секція 4, ряд 10, місце 18
- Вшановується 30 вересня на щоденному церемоніалі вшанування українських захисників, які загинули цього дня в різні роки внаслідок російської збройної агресії[12]